# Берванг
Берванг (нім. Berwang) —  громада округу Ройтте у землі Тіроль, Австрія.
Берванг лежить на висоті 1342 м над рівнем моря і займає площу 42,7 км². Громада налічує 585 мешканців.
Густота населення 14/км².
|                                  |
| Берванг на мапі округу та землі. |

 Адреса управління громади: Berwang 82, 6622 Berwang.

## Галерея

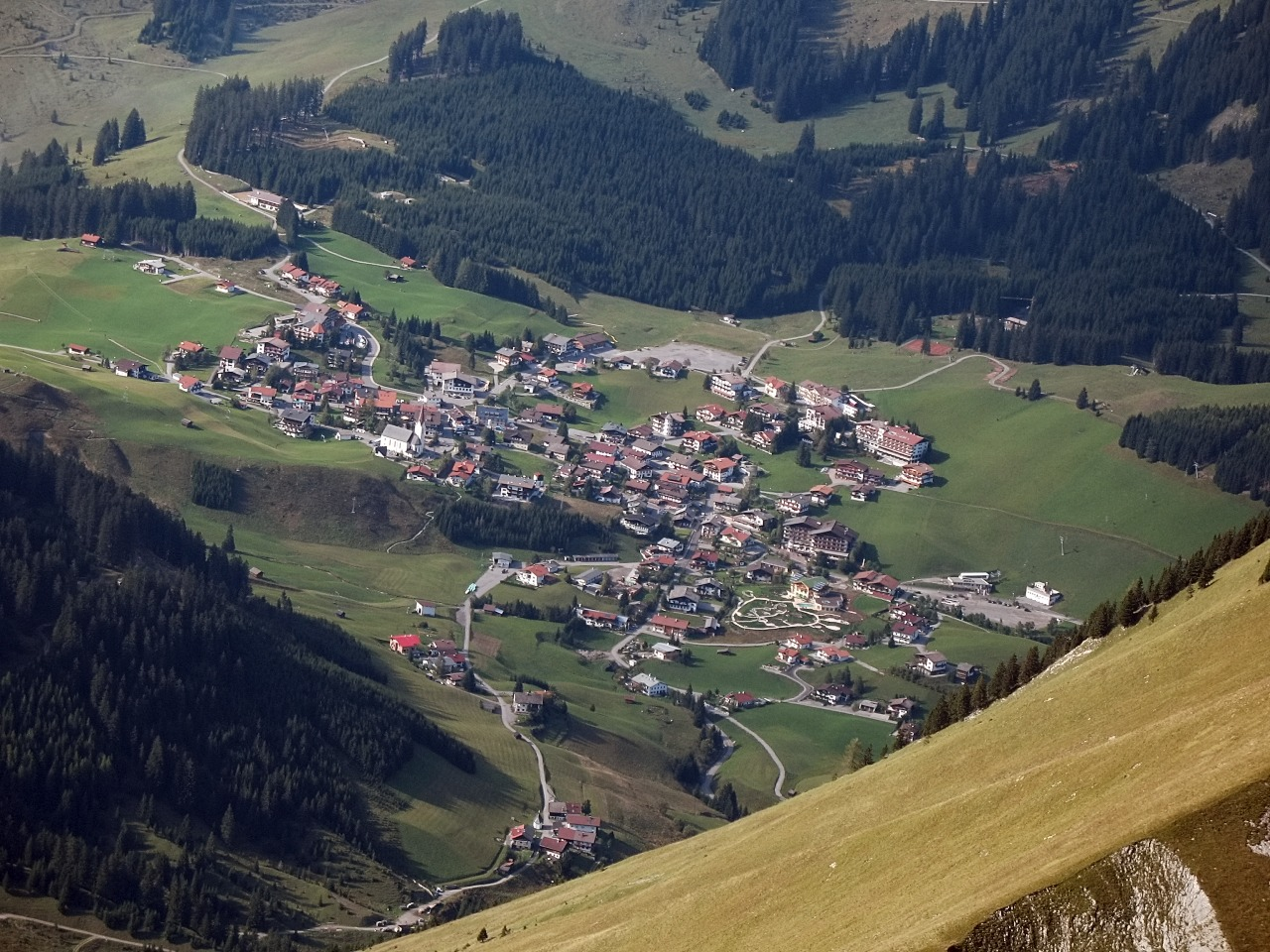
Берванг
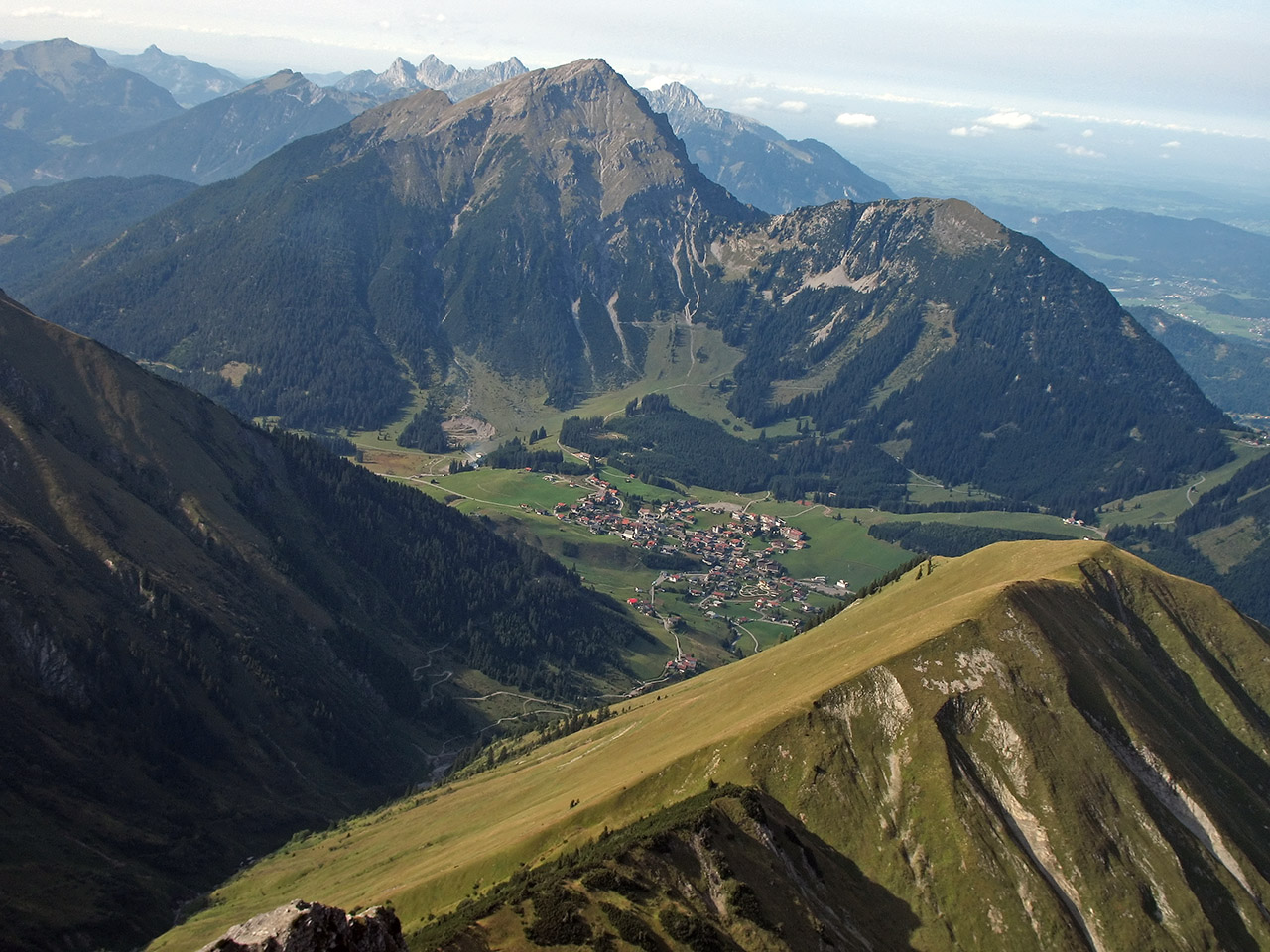